# Rubritrochus declivis
Rubritrochus declivis is een slakkensoort uit de familie van de Trochidae. De wetenschappelijke naam van de soort is voor het eerst geldig gepubliceerd in 1775 door Forskål als Turbo declivis.